# Zosterop de les Fiji
El zosterop de les Fiji (Zosterops explorator) és un ocell de la família dels zosteròpids (Zosteropidae).

## Hàbitat i distribució
Habita boscos, arbusts i terres de conreu de les muntanyes de les illes Viti Levu, Ovalau, Gau, Vanua Levu, Taveuni i Kadavu, a les Fiji.